# Benkendorf (Altmark)
Benkendorf (Altmark) este o comună din landul Saxonia-Anhalt, Germania.
1. ↑  GeoNames